# British Academy Television Awards de 2019
O British Academy Television Awards de 2019 foi realizado em 12 de maio de 2019 no Royal Festival Hall, em Londres, Inglaterra, e foi apresentado pelo apresentador irlandês Graham Norton.
As indicações foram anunciadas em 28 de março de 2019, enquanto os indicados para os "Momentos imperdíveis da Virgin TV" foram anunciados em 27 de março de 2019.

## Vencedores e indicados
| Melhor Série de Drama | Melhor Mini-Série |
| --- | --- |
| - Killing Eve (BBC One) - Bodyguard (BBC One) - Informer (BBC One) - Save Me (Sky Atlantic) | - Patrick Melrose (Sky Atlantic) - A Very English Scandal (BBC One) - Kiri (Channel 4) - Mrs Wilson (BBC One) |
| Melhor Drama Único | Melhor Novela e Drama Continuado |

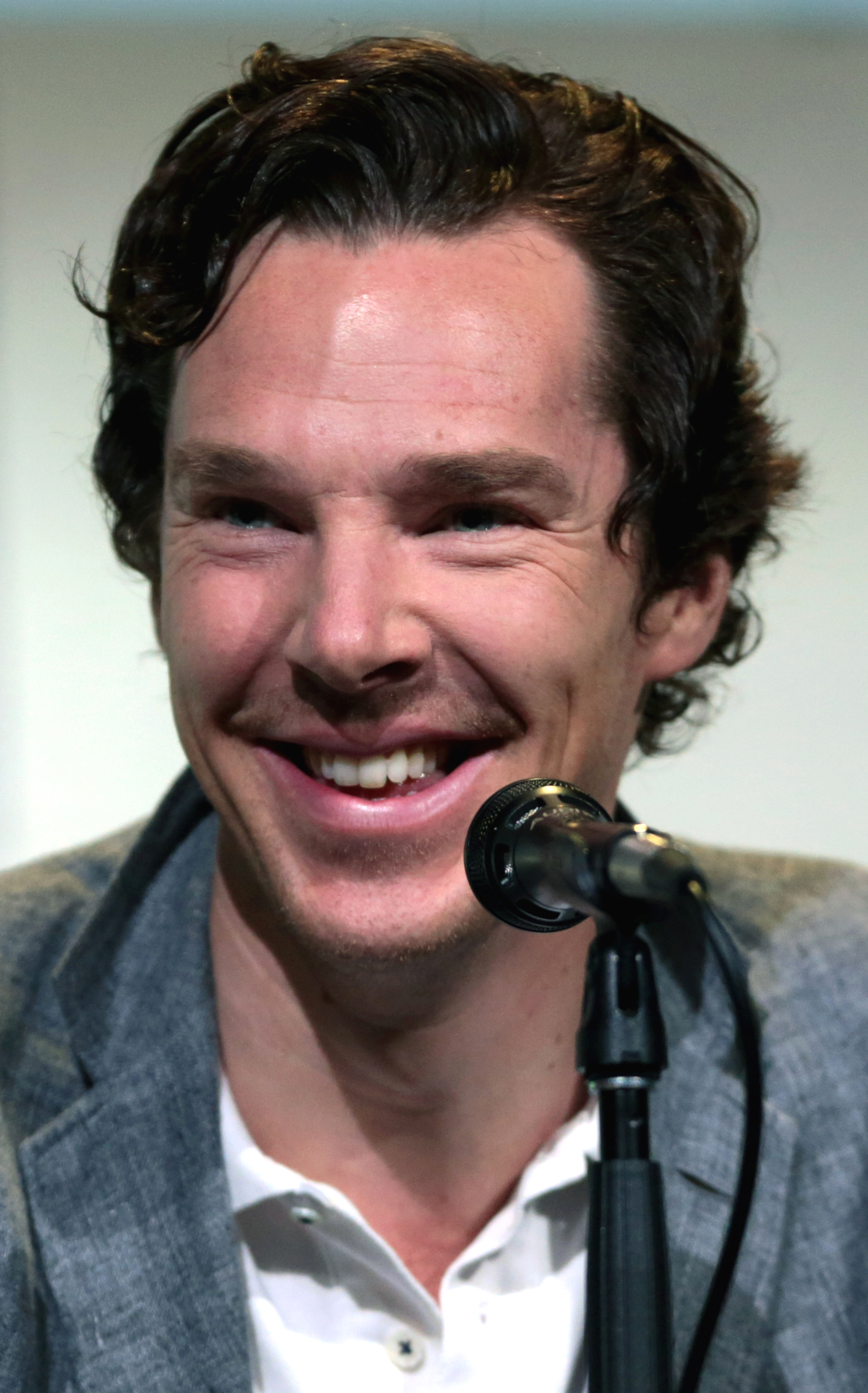
Benedict Cumberbatch, vencedor na categoria Melhor Ator

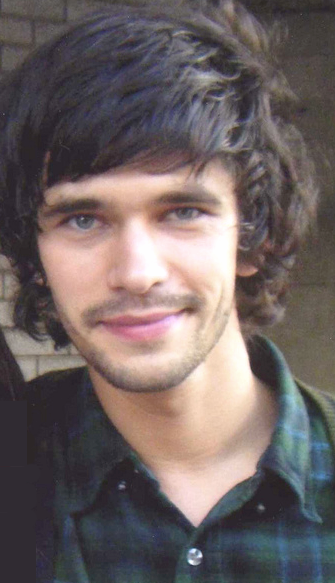
Ben Whishaw, vencedor na categoria Melhor Ator Coadjuvante

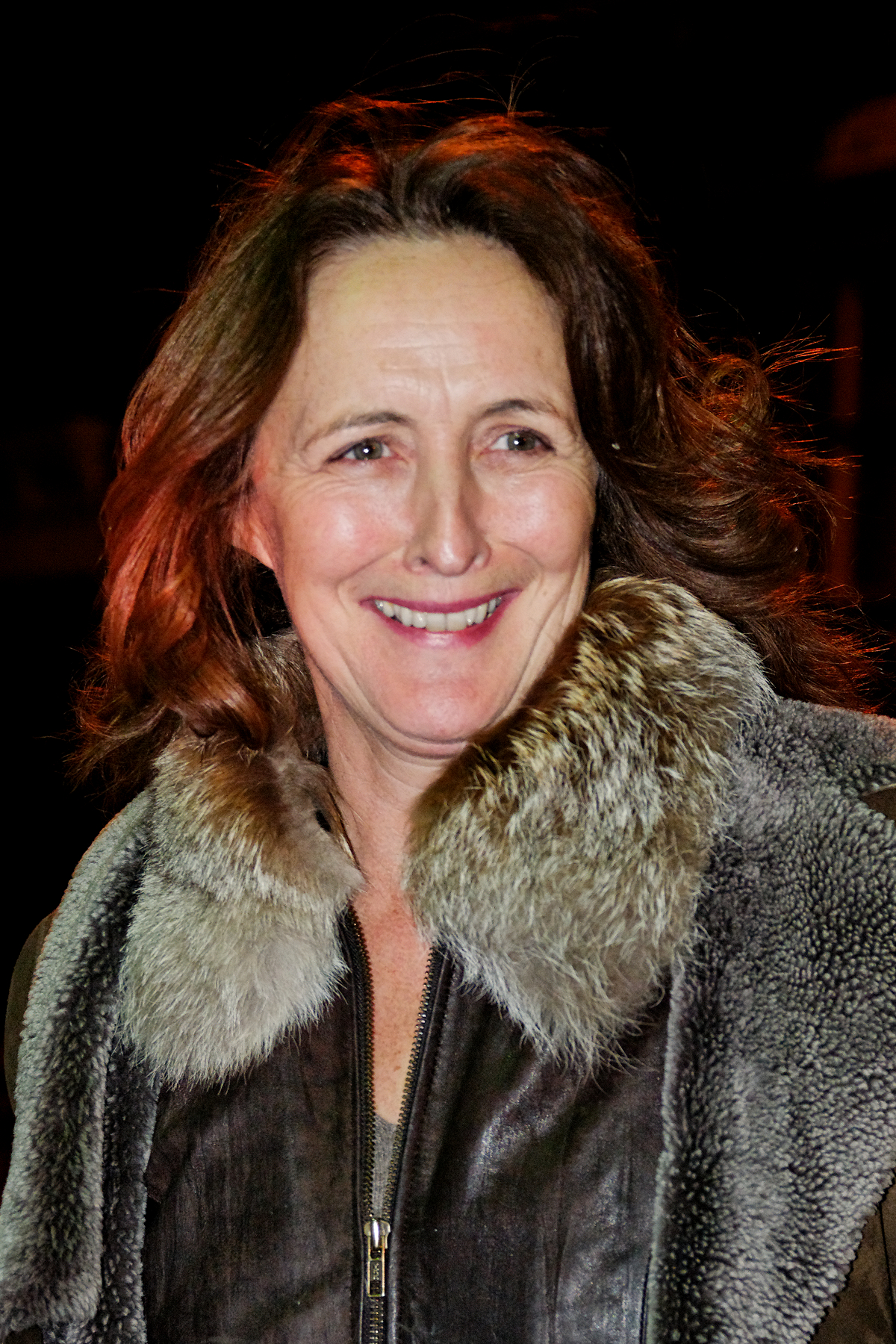
Fiona Shaw, vencedora na categoria Melhor Atriz Coadjuvante

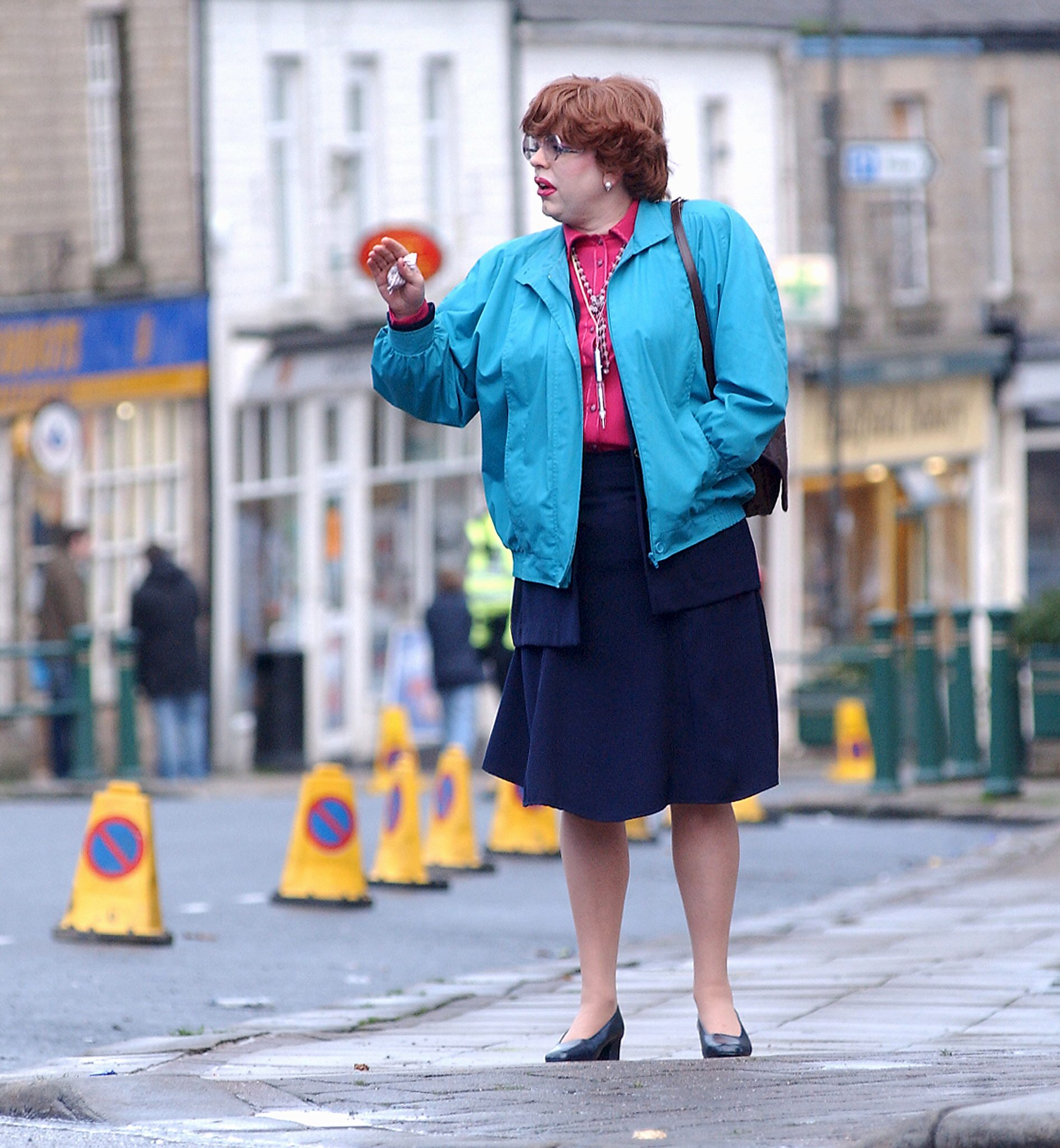
Steve Pemberton, vencedor na categoria Melhor Performance Masculina de Comédia

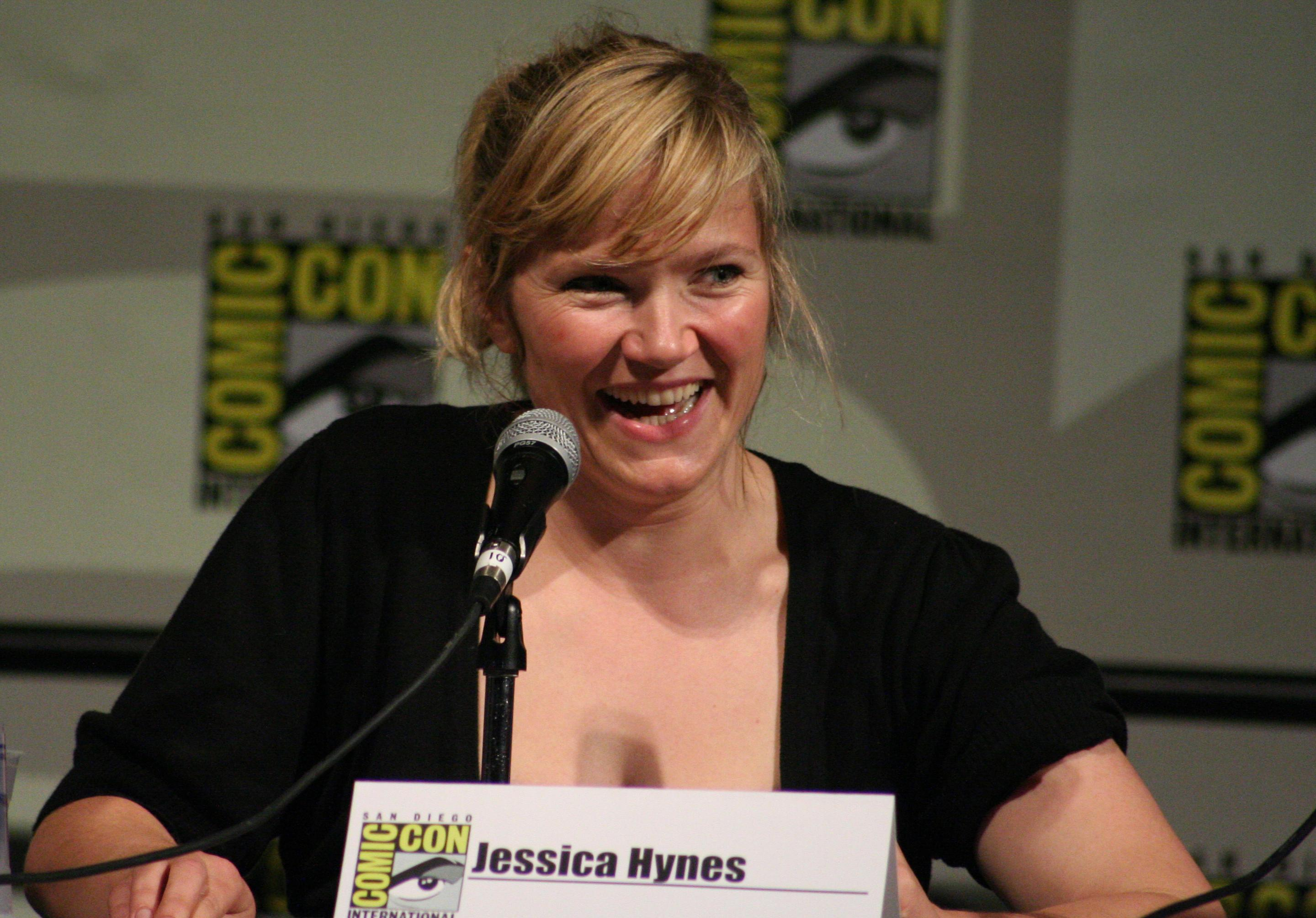
Jessica Hynes, vencedora na categoria Melhor Performance Feminina de Comédia

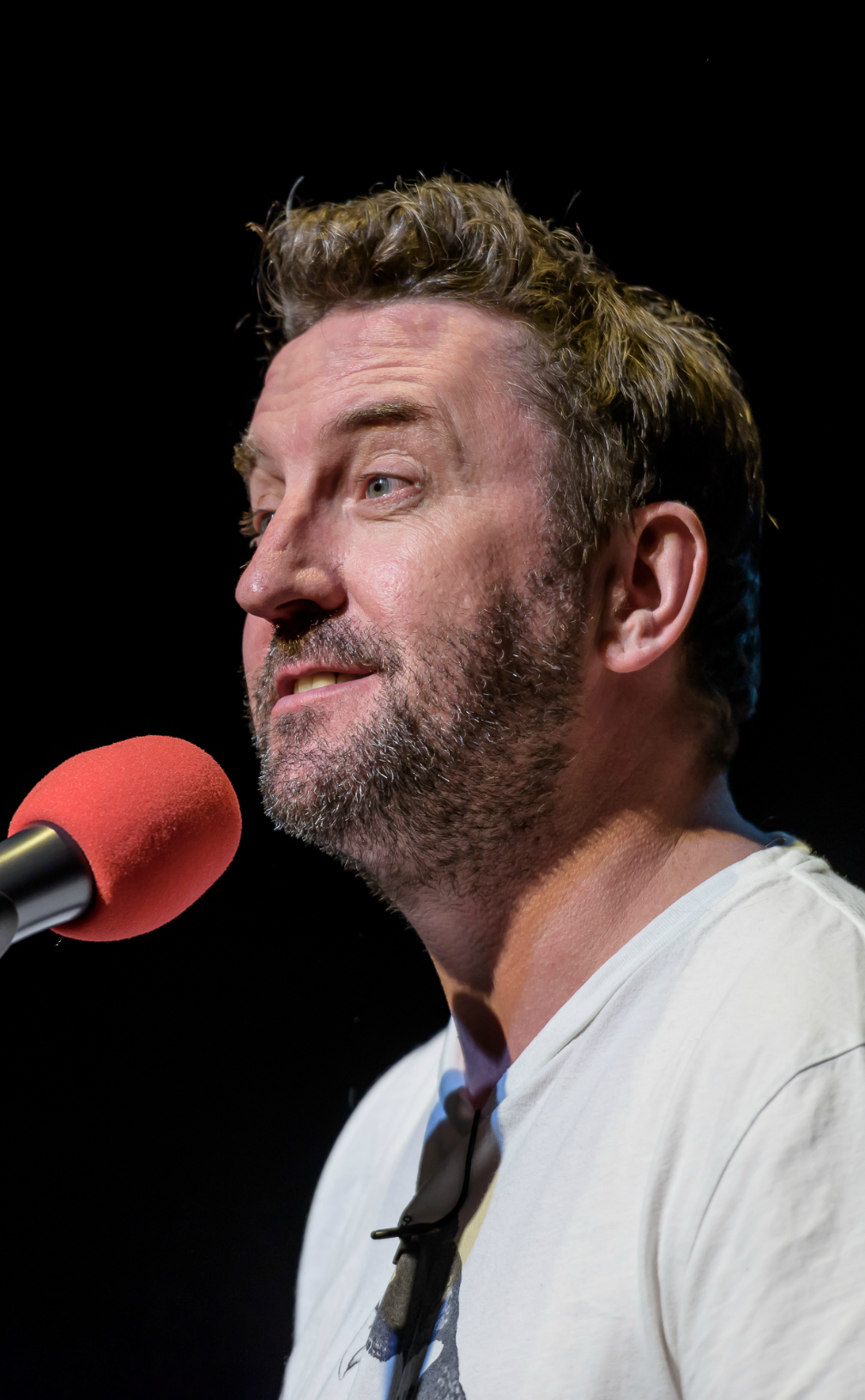
Lee Mack, vencedor na categoria Melhor Performance de Entretenimento

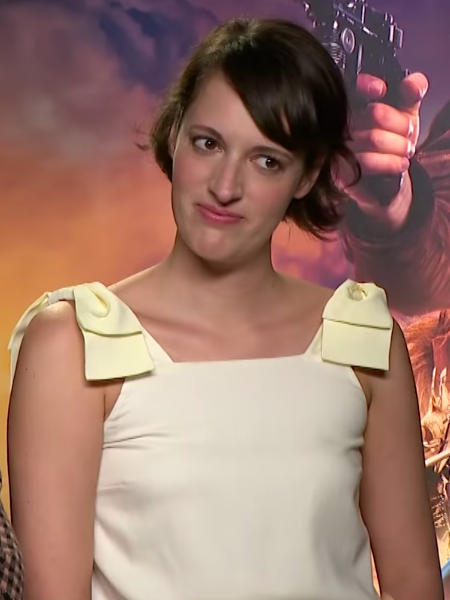
Phoebe Waller-Bridge, co-Produtor Executivo e Roteirista Chefe de Killing Eve, vencedor na categoria Melhor Série de Drama

| - Killed by My Debt (BBC Three) - Black Mirror: Bandersnatch (Netflix) - Care (BBC One) - Through the Gates (On the Edge) (Channel 4) | - EastEnders (BBC One) - Casualty (BBC One) - Coronation Street (ITV) - Hollyoaks (Channel 4) |
| Melhor Ator | Melhor Atriz |
| - Benedict Cumberbatch como Patrick Melrose – Patrick Melrose (Sky Atlantic) - Hugh Grant como Jeremy Thorpe – A Very English Scandal (BBC One) - Lucian Msamati como Tobi Akindele – Kiri (Channel 4) - Chance Perdomo como Jerome – Killed by My Debt (BBC Three)       | - Jodie Comer como Villanelle – Killing Eve (BBC One) - Keeley Hawes como Julia Montague – Bodyguard (BBC One) - Sandra Oh como Eve Polastri – Killing Eve (BBC One) - Ruth Wilson como Alison Wilson – Mrs Wilson (BBC One) |
| Melhor Ator Coadjuvante | Melhor Atriz Coadjuvante |
| - Ben Whishaw como Norman Josiffe/Norman Scott – A Very English Scandal (BBC One) - Kim Bodnia como Konstantin Vasiliev – Killing Eve (BBC One) - Stephen Graham como Fabio "Melon" Melonzola – Save Me (Sky Atlantic) - Alex Jennings como Tim Finch – Unforgotten (ITV) | - Fiona Shaw como Carolyn Martens – Killing Eve (BBC One) - Monica Dolan como Marion Thorpe – A Very English Scandal (BBC One) - Keeley Hawes como Dorothy Wick – Mrs Wilson (BBC One) - Billie Piper como Karen Mars – Collateral (BBC One) |
| Melhor Performance Masculina de Comédia | Melhor Performance Feminina de Comédia |
| - Steve Pemberton como Vários personagens – Inside No. 9 (BBC Two) - Jamie Demetriou como Stath – Stath Lets Flats (Channel 4) - Alex MacQueen como David – Sally4Ever (Sky Atlantic) - Peter Mullan como Michael – Mum (BBC Two)                                         | - Jessica Hynes como Emily Yates – There She Goes (BBC Four) - Daisy May Cooper como Kerry Mucklowe – This Country (BBC Three) - Julia Davis como Emma – Sally4Ever (Sky Atlantic) - Lesley Manville como Cathy Bradshaw – Mum (BBC Two) |
| Melhor Comédia Roteirizada | Melhor Comédia e Programa de Entretenimento de Comédia |
| - Sally4Ever (Sky Atlantic) - Derry Girls (Channel 4) - Mum (BBC Two) - Stath Lets Flats (Channel 4) | - A League of Their Own (Sky One) - The Big Narstie Show (Channel 4) - The Last Leg (Channel 4) - Would I Lie to You? (BBC One) |
| Melhor Performance de Entretenimento | Prêmio Lew Grade Award de Programa de Entretenimento |
| - Lee Mack – Would I Lie to You? (BBC One) - Ant & Dec – Ant & Dec's Saturday Night Takeaway (ITV) - David Mitchell – Would I Lie to You? (BBC One) - Rachel Parris – The Mash Report (BBC Two)                                                                           | - Britain's Got Talent (ITV) - Ant & Dec's Saturday Night Takeaway (ITV) - Michael McIntyre's Big Show (BBC One) - Strictly Come Dancing (BBC One) |
| Melhor Série ou Segmento Factual | Prêmio Huw Wheldon de Especialista em Fatos |
| - Louis Theroux's Altered States (BBC Two) - 24 Hours in A&E (Channel 4) - Life and Death Row : The Mass Execution (BBC Three) - Prison (Channel 4) | - Suffragettes with Lucy Worsley (BBC One) - Bros: After the Screaming Stops (BBC Four) - Grayson Perry: Rites of Passage (Channel 4) - Superkids: Breaking Away from Care (Channel 4) |
| Prêmio Robert Flaherty de Documentário Único | Melhor Participação |
| - Gun No. 6 (BBC Two) - Driven: The Billy Monger Story (BBC Three) - My Dad, The Peace Deal and Me (BBC One) - School for Stammers (ITV) | - Who Do You Think You Are? (BBC One) - Gordon, Gino and Fred's Road Trip (ITV) - The Great British Bake Off (Channel 4) - Mortimer & Whitehouse : Gone Fishing (BBC Two) |
| Melhor Reality e Fato Criado | Melhor Evento Ao Vivo |
| - I'm a Celebrity...Get Me Out of Here! (ITV) - Dragons' Den (BBC Two) - Old Peoples' Home for 4 Year Olds (Channel 4) - The Real Full Monty: Ladies' Night (ITV) | - Royal British Legion Festival of Remembrance (BBC One) - Open Heart Surgery: Live (Channel 5) - O Casamento Real: Príncipe Harry e Megan Markle (BBC One) - Stand Up to Cancer (Channel 4) |
| Melhor Cobertura Jornalística | Melhores Assuntos Atuais |
| - Cambridge Analytica Uncovered (Channel 4) - Bullying and Harassment in the House of Commons (Newsnight) (BBC Two) - Good Morning Britain: On the Knife Edge (ITV) - Good Morning Britain: Thomas Markle (ITV)                                                           | - Myanmar's Killing Fields (Dispatches) (Channel 4) - Football's Wall of Silence (Al Jazeera Investigations) (Channel 4) - Iran Unveiled: Taking on the Ayatollahs (Exposure) (ITV) - Massacre at Ballymurphy (Channel 4) |
| Melhor Esporte | Melhor Programa de Curta Duração |
| - Quartas de Final da Copa de 2018: Inglaterra v/s Suécia (BBC One) - Seis Nações de 2018: Escócia v/s Inglaterra (BBC One) - England's Test Cricket – Cook's Farewell (Sky Sports) - Winter Olympics (BBC Two)                                                           | - Missed Call (Real Stories) - Bovril Pam (Snatches: Moments from 100 Years of Women's Lives) (BBC Four) - The Mind of Herbert Clunkerdunk (BBC iPlayer) - Wondergate (BBC iPlayer) |
| Best International Programme | Virgin TV’s Must-See Moment |
| - Succession (Sky Atlantic/HBO) - 54 Hours : The Gladbeck Hostage Crisis (BBC Four) - The Handmaid's Tale (Channel 4/Hulu) - Reporting Trump's First Year : The Fourth Estate (Storyville) (BBC Two)                                                                      | - Bodyguard – "Julia Montague assassinada" (BBC One) - Coronation Street – "O monologo de Gail sobre o suicídio de Aidan Connor" (ITV) - Doctor Who – "Rosa Parks, a médica e seus companheiros garantem que momentos históricos permanecem" (BBC One) - Killing Eve – "Eve Polastri esfaqueia Villanelle" (BBC One) - Peter Kay's Car Share – "The Finale" (BBC One) - Queer Eye – "Tom completa sua transformação" (Netflix) |